# Dasyhelea centridorsalis
Dasyhelea centridorsalis är en tvåvingeart som beskrevs av Tokunaga 1963. Dasyhelea centridorsalis ingår i släktet Dasyhelea och familjen svidknott. Inga underarter finns listade i Catalogue of Life.